# سن-زفیرن-دو-کوروال، کبک
سَن-زِفیرَن-دو-کوُروال (به فرانسوی: Saint-Zéphirin-de-Courval) قصبه‌ای در منطقه شهری نیکوله-یاماسکا ناحیه سانتر-دو-کبک در استان کبک کانادا است. در سرشماری سال ۲۰۱۱ این قصبه ۷۹۰ نفر جمعیت داشته‌است و مساحت آن ۷۱٫۰۱ کیلومتر مربع است.